# Робинсон, Шугар Чили
Фрэнк Исаак Робинсон (родился 28 декабря 1938), известный в начале своей музыкальной карьеры как Шугар Чили Робинсон, американский джазовый пианист и певец. Уроженец Детройта, Робинсон прославился как вундеркинд в середине 1940-х годов.

## Биография
Робинсон родился младшим из семи детей Кларенса и Элизабет Робинсон в Детройте, штат Мичиган. В раннем возрасте проявлял необычные способности в пении блюзов и игре на фортепиано. Согласно современным кинохроникам, он был самоучкой и использовал такие приёмы, как удары по клавишам локтями и кулаками.
Робинсон выиграл шоу талантов в Paradise Theater в Детройте в возрасте трех лёт, а в 1945 году играл в качестве гостя в театре с Лайонелом Хэмптоном, которому закон о защите детей не позволял брать Робинсона с собой в турне. Тем не менее, Робинсон выступал на радио с Хэмптоном и Гарри «Хипстером» Гибсоном, а также появился в роли самого себя в голливудском фильме «Нет расставания, нет любви» с Ван Джонсоном и Кинаном Уинном в главных ролях.

В 1946 году Робинсон играл для президента Гарри Трумэна на ужине Ассоциации корреспондентов Белого дома, выкрикивая: «How’m I Doin', Mr. President?» — фразу, ставшей его «визитной карточкой» — во время исполнения «Caldonia». Он был первым афроамериканским исполнителем, появившимся на ежегодном ужине WHCA. Фрэнки начал гастролировать по крупным театрам, устанавливая рекорды кассовых сборов в Детройте и Калифорнии. В 1949 году он получил специальное разрешение на вступление в Американскую федерацию музыкантов и запись своих первых релизов на Capitol Records, «Numbers Boogie» и «Caldonia», оба они попали в чарт Billboard R&B. В 1950 году Фрэнки гастролировал и появлялся на телевидении с Каунтом Бэйси и в короткометражном фильме Sugar Chile Robinson, Billie Holiday, Count Basie and His Sextet. В следующем году он гастролировал по Соединённому Королевству, выступая в лондонском Палладиуме. Он прекратил запись в 1952 году, позже объяснив:
Я хотел пойти в школу ... Я хотел, чтобы у меня было какое-то школьное образование, и я спросил своего отца, могу ли я остановиться, и я пошел в школу, потому что я искренне хотел получить диплом колледжа.
До 1956 года Робинсон продолжал время от времени выступать в качестве джазового музыканта под именем Фрэнк Робинсон и однажды выступал с Джерри Маллиганом, но затем полностью отказался от музыкальной карьеры. Продолжая образование, он получил степень по истории в Оливет-колледже и степень по психологии в Детройтском технологическом институте. В 1960-х годах он работал на WGPR-TV, а также помог основать небольшие звукозаписывающие компании в Детройте и открыл студию звукозаписи.

### Спустя годы
В последние годы Робинсон время от времени выступал в качестве музыканта с помощью Американского фонда музыкальных исследований. В 2002 году Робинсон появился на специальном концерте, посвященном музыке Детройта, а в 2007 году он поехал в Великобританию, чтобы выступить на рок-н-ролльном фестивале выходного дня. На последнем шоу Dr Boogie в 2013 году Робинсон был признанным артистом, и четыре его классических хита были продемонстрированы на фоне биографических зарисовок о его музыкальной карьере. 30 апреля 2016 года Робинсон присутствовал на ужине корреспондентов Белого дома, посвященном 70-летию его появления на ужине 1946 года. Робинсон встретился с президентом Бараком Обамой и был встречен во время ужина аплодисментами, когда на видеоэкранах появилась его детская фотография. В 2016 году Робинсон был занесен в Зал славы ритм-н-блюзовой музыки.
Песня Робинсона 1955 года «Go Boy Go» была использована в рекламе GMC в 2020 году.

## Частная жизнь
В 2013 году Робинсон потерял свои вещи во время пожара в доме, из-за чего у него появились финансовые долги. В организацию Music Maker Relief Foundation позвонили друзья, прислали ему кровать и включили в ежемесячную программу поддержки. Бадди Смит, вдохновленный Робинсоном в 1940-х годах, прислал ему пианино.